# Науково-технічна інформація
Науко́во-техні́чна інформа́ція — документовані чи публічно оголошувані відомості про вітчизняні та закордонні досягнення науки, техніки і виробництва, одержані у процесі науково-дослідної, дослідно-конструкторської, проектно-технологічної, виробничої та громадської діяльності, які можуть бути збережені на матеріальних носіях або відображені в електронному вигляді.
Науково-технічна інформація є суспільним надбанням, необхідною умовою продуктивної інтелектуальної діяльності, зокрема наукової і технічної творчості. Науково-технічна інформація, що є продуктом інтелектуальної творчої праці, становить об'єкт права інтелектуальної власності, а відносини щодо її придбання, зберігання, переробки, використання і поширення регулюються чинним законодавством.
Науково-технічний маркетинг, специфіка якого полягає у продажі й купівлі результатів науково-технічної діяльності, патентів і ліцензій, змінює характер маркетингової роботи. Вона пов'язана з підготовкою ліцензійних і патентних матеріалів для продажу, із завданнями вивчення напрямків НТП, патентного права відповідних країн і т. д.